# Vybor celi
Vybor celi (Выбор цели) è un film del 1974 diretto da Igor' Talankin.

## Trama
La storia della creazione della bomba atomica in America, Germania e URSS.